# 王室教師ハイネ
『王室教師ハイネ』（おうしつきょうしハイネ）は、赤井ヒガサによる日本の漫画作品。スクウェア・エニックスの『月刊Gファンタジー』にて2013年12月号より2021年6月号まで連載された。

## あらすじ
グランツライヒ王国の国王は王太子である長男に万一のことがあってはと考え、その下の4人の弟に帝王学を教える専属の家庭教師、つまり王室教師を呼ぶことにした。国中の優秀な教師の中から選ばれたのはハイネであった。しかし4人の王子は一癖も二癖もある人物ばかりで、ハイネの前に王室教師を務めた者たちはすぐに辞めてしまっているという。果たしてハイネは王室教師を務めあげることができるのか。

## 登場人物
- 担当声優は特に明記の無い場合はテレビアニメ版を指す。
- 演者は特に明記がない場合は、舞台版を指す。

### 主人公と4王子
ハイネ・ヴィトゲンシュタイン
声・演 - 植田圭輔
本作の主人公。成人だが、童顔で背も低いことから子供と間違えられることが多い。眼鏡をかけている。頭脳から運動神経まで優秀だが、大学は出ていない。一般庶民の出身でありながら、国王の勅命により王室教師に任命された。洞察力に優れており4人の王子を上手くまとめながら帝王学を中心にその他の勉強を教える。表情が常にほぼ変わらず落ち着いた性格。かつては、教会で子供達に勉強を教えていたが、詳しい経歴は不明。第74話にて自身がクベル人であると明言している。
アニメでは、ヴィクトールの誘拐・暗殺未遂の冤罪を着せられて、投獄された過去がある。
カイ・フォン・グランツライヒ
声・演 - 安里勇哉
第二王子。17歳。通称「ジロリ王子」。無口で身長が高く眼光が鋭いため誤解されやすいが、実際の性格は穏やかで博愛主義者。公衆の前には滅多に出ず口下手だが、本当は周りと打ち解けたいと思っている。動物をフニフニすること、モフモフするものが好き。特に、ハイネの手と愛犬のシャドウ（声 - 真田侑）をフニフニすること好き。
ブルーノ・フォン・グランツライヒ
声 - 安達勇人、七瀬彩夏（幼少期）
演 - 安達勇人
第三王子。16歳。通称「高圧インテリ王子」。幼少時から、頭脳明晰だった。学歴至上主義者だが、礼儀正しく、失敗した人間の面子を理由をつけて立てるなど優しい性格である。兄に負けじと幼い頃から勉強に励んでいた。また、プライドもレオンハルトほど高くなく、自分が間違っている場合も素直に認め、ハイネに対しては「王子（王族）と庶民」の立場より「教師と生徒（ブルーノ自身の気持ちは、師匠と弟子）」としての立場を尊重する、筋目を通す実直な面もある。
レオンハルト・フォン・グランツライヒ
声・演 - 廣瀬大介
第四王子。15歳。通称「プライドエベレスト王子」。西の大陸で最も美しい「グランツライヒの白百合」と称されるが、プライドが高く教師が嫌い。勉強から逃げ出すたびに体力がついてきたため運動神経が高い。ピーマンとニンジンと同じくらい嫌いと言う程の勉強嫌いで「1＋1」の簡単な計算すらできなかった。好物はザッハトルテですぐにつられてしまう。特に自分に優しい兄のブルーノを強く尊敬しており、ハイネからは「ブルーノ王子限定ブラコン」とも称された。ハイネ曰く「プライドが高いのは内面の性格である臆病なのを隠すため」との事。
リヒト・フォン・グランツライヒ
声・演 - 蒼井翔太
第五王子。14歳。通称「チャラ王子」。明るくフレンドリーだがナルシストでチャラ男。レオンハルトと違い、甘いマスクで明るい人柄であることから女性からの人気があり、その知り合いの多さが情報力ともなっている。一見チャラいが実は真面目な一面があり熱い部分を持っている。お忍びで街に出かけることが多く、王子の身分を隠し「カフェ・ミッターマイヤー」でウェイターとしてアルバイトをしている。ハイネ曰く個性的な4人の中では「普通の子」らしい。

### 4王子の家族
ヴィクトール・フォン・グランツライヒ
声 - 森川智之
演 - 姜暢雄（初演）、藤重政孝（「II」）
グランツライヒ王国の現国王で、4王子、アインス、アデルの父。軍神王と呼ばれる軍事に秀でた国王。涙もろく子供想いな一面がある。ハイネとは昔からの付き合い。
アデル・フォン・グランツライヒ
声 - 松井明知
第一王女。4王子の妹。シャドウを一番の友達と称し可愛がっている。ハイネを慕っている。
マリア・フォン・グランツライヒ
声 - 杉山佳寿子
4王子、アインス、アデルの祖母。心配性で、息子・孫達を溺愛している。
アインス・フォン・グランツライヒ
声 - 小野大輔
第一王子。周囲からは次期国王最有力候補と呼ばれる非凡な才能を持つ。成人のため自らの居城を持っている。
ベアトリクス
王子たちのいとこでカイの婚約者。ボーイッシュな格好が似合うかっこいい女の子。カイのことを慕っている。

### 周囲の人物
ルートヴィヒ
声 - 浪川大輔
演 - 宇田川宰
王宮の警護を担当する近衛兵。生真面目な性格。マクシミリアンの先輩に当たる。
マクシミリアン・フォン・ローゼンベルク
声 - 立花慎之介
演 - 星達磨
同じく近衛兵。陽気な性格。
ヘレーネ
声 - 松井恵理子
王室に仕えるメイド。
エルンスト・フォン・ローゼンベルク
声 - 江口拓也
演 - 君沢ユウキ
マクシミリアンのいとこの伯爵。第一王子アインスの侍従長。物腰が柔らかな一方強引な一面がある。

### ロマーノ王国関係者
イヴァン・アレクサンドルヴィチ・ロマーノ
声・演 - 橋本祥平（「II」）
第一王子。触るものみな傷つけるジャックナイフ王子。
ユージン・アレクサンドルヴィチ・ロマーノ
声・演 - 阪本奨悟（「II」）
第二王子。ネガティブ思考のダークサイド王子。
ロマーノ国王
演 - 青木鉄仁（「II」）

## 書誌情報
- 赤井ヒガサ 『王室教師ハイネ』 スクウェア・エニックス〈Gファンタジーコミックス〉、全17巻
  1. 2014年6月27日発売[3]、ISBN 978-4-7575-4345-4
  2. 2014年8月27日発売[4]、ISBN 978-4-7575-4404-8
  3. 2015年2月27日発売[5]、ISBN 978-4-7575-4575-5
  4. 2015年7月27日発売[6]、ISBN 978-4-7575-4703-2
  5. 2015年11月21日発売[7]、ISBN 978-4-7575-4817-6
  6. 2016年4月27日発売[8]、ISBN 978-4-7575-4968-5
  7. 2016年10月27日発売[9]、ISBN 978-4-7575-5142-8
  8. 2017年3月27日発売[10]、ISBN 978-4-7575-5300-2
  9. 2017年7月27日発売[11]、ISBN 978-4-7575-5425-2
  10. 2018年1月27日発売[12]、ISBN 978-4-7575-5608-9
  11. 2018年7月27日発売[13]、ISBN 978-4-7575-5796-3
  12. 2019年1月26日発売[14]、ISBN 978-4-7575-5991-2
  13. 2019年7月26日発売[15]、ISBN 978-4-7575-6218-9
  14. 2020年1月27日発売[16]、ISBN 978-4-7575-6484-8
  15. 2020年7月27日発売[17]、ISBN 978-4-7575-6772-6
  16. 2021年1月27日発売[18]、ISBN 978-4-7575-7054-2
  17. 2021年8月27日発売[19]、ISBN 978-4-7575-7438-0
- 赤井ヒガサ 『王室教師ハイネ 公式キャラクターブック』2017年3月27日発売[20]、ISBN 978-4-7575-5301-9

## テレビアニメ
2016年10月にアニメ化が発表され、2017年4月より6月までテレビ東京ほかにて放送された。

### スタッフ
- 原作 - 赤井ヒガサ
- 監督 - 菊池カツヤ
- シリーズ構成 - うえのきみこ
- キャラクターデザイン - 奥山鈴奈
- プロップデザイン - 飯塚正則
- 美術監督 - 長澤順子
- 色彩設計 - 舟田圭一
- 撮影監督 - 塩川智幸
- 編集 - 小守真由美
- 音響監督 - 郷田ほづみ
- 音楽 - 井内啓二
- 音楽制作 - エイベックス・ピクチャーズ、テレビ東京ミュージック
- プロデューサー - 飯泉朝一、渡辺希和、梅津智史、清水美佳、岩花太郎、中川岳、川端基夫、中山浩太郎、松村俊輔、森川健一、窪田聡、角谷はる佳
- アニメーションプロデューサー - 飯島弘志
- アニメーション制作 - ブリッジ
- 製作 - 王室教師ハイネ製作委員会

### 主題歌
「しょっぱい涙」
阪本奨悟によるオープニングテーマ。作詞と作曲はそれぞれ福山雅治とNAOKI-Tが阪本と共に行っているほか、NAOKI-Tは編曲も担当している。
「Prince Night〜どこにいたのさ!? MY PRINCESS〜」
カイ（安里勇哉）&ブルーノ（安達勇人）&レオンハルト（廣瀬大介）&リヒト（蒼井翔太） with ハイネ（植田圭輔）で構成される「P4 with T」によるエンディングテーマ。作詞は藤林聖子、作曲・編曲は黒須克彦。

### 各話リスト
| 話数   | サブタイトル                   | 脚本         | 絵コンテ          | 演出     | 作画監督 | 総作画監督                                      |
| ------ | ------------------------------ | ------------ | ----------------- | -------- | --- | ----------------------------------------------- |
| 第1話  | 王室教師、来る                 | うえのきみこ | 菊池カツヤ        | 伊藤史夫 | 中熊太一 高橋瑞紀 | 中山初絵 森本由布希                             |
| 第2話  | 王子面談                       | うえのきみこ | 柳瀬雄之          | 柳瀬雄之 | 實藤春香 | 飯塚正則                                        |
| 第3話  | 認めなくてもいいので           | 相内美生     | 長山延好          | 長山延好 | 服部憲知 桜井木ノ実 J-CUBE ANIMATION Lee sang jin 飯塚正則（馬）                                                                                  | 奥山鈴奈 ただのかずこ                           |
| 第4話  | 王子、街へ行く                 | 相内美生     | 秋山宏            | 秋山宏   | 森本由布希 | 奥山鈴奈 森本由布希                             |
| 第5話  | 最大の試練、襲来               | うえのきみこ | 鈴木勇士          | 鈴木勇士 | 宮地聡子 柳瀬雄之 藤田まり子 江森真理子 小暮昌広 永川桃子 菊池洋子 加瀬幸治                                                                       | 中山初絵                                        |
| 第6話  | カフェ・ミッター・マイヤーにて | うえのきみこ | 佐々木勅嘉        | 鈴木理沙 | 小柏奈弓 櫻井拓郎 白川茉莉 中熊太一 高橋瑞紀 正木優太 森本由布希                                                                                  | 飯塚正則                                        |
| 第7話  | 夢の在処                       | 相内美生     | 牧野友映          | 牧野友映 | 大野勉 関根千奈未 | 森本由布希                                      |
| 第8話  | 臆病な心                       | 相内美生     | 柳瀬雄之          | 横内一樹 | 賓藤晴香 野口和夫 柳瀬雄之 | 奥山鈴奈 中山初絵                               |
| 第9話  | 過去の代償                     | 相内美生     | 柳瀬雄之 高橋優也 | 坂本直柔 | 服部憲知 桜井木ノ実 雨宮達夫 J-CUBE ANIMATION Lee Sang jin                                                                                        | 奥山鈴奈 飯塚正則 中山初絵                      |
| 第10話 | 僕の知らない先生               | 相内美生     | 永居慎平          | 永居慎平 | NAMUアニメーション | 奥山鈴奈 森本由布希                             |
| 第11話 | 二人の約束                     | うえのきみこ | 松尾慎            | 鈴木理沙 | 櫻井拓郎 白川茉莉 小暮昌広 江森真理子 林あすか 中熊太一 小柏奈弓 鈴木理沙                                                                         | 奥山鈴奈 KAZZ・T・びゅうん!                     |
| 第12話 | 最後の授業                     | うえのきみこ | 菊池カツヤ        | 藤原一将 | 中熊太一 賓藤晴香 柳瀬雄之 渡辺健一 内藤嘉人 林あすか 鈴木理沙 柳瀬譲二 正木優太 松下清志 鳥山冬美 山口光紀 森悦史 宮嶋仁志 江森真理子 柴田ユウジ | 奥山鈴奈 森本由布希 飯塚正則 KAZZ・T・びゅうん! |

### 放送局
| 放送期間               | 放送時間                     | 放送局     | 対象地域   | 備考                      |
| ---------------------- | ---------------------------- | ---------- | ---------- | ------------------------- |
| 2017年4月5日 - 6月21日 | 水曜 2:05 - 2:35（火曜深夜） | テレビ東京 | 関東広域圏 |                           |
|                        |                              | テレビ大阪 | 大阪府     |                           |
|                        | 水曜 22:30 - 23:00           | AT-X       | 日本全域   | CS放送 / リピート放送あり |
| 2017年4月9日 - 6月25日 | 日曜 0:00 - 0:30（土曜深夜） | BSジャパン | 日本全域   | BS放送                    |

| 配信開始日             | 配信時間                   | 配信サイト |
| ---------------------- | -------------------------- | --- |
| 2017年4月6日 - 6月22日 | 金曜 0:00（木曜深夜） 更新 | dTV あにてれ 楽天ショウタイム GYAO! GYAO!ストア ビデオマーケット ニコニコチャンネル U-NEXT J：COMオンデマンド |
|                        | 金曜 12:00 更新            | dアニメストア DMM.com                                                                                         |
| 2017年4月10日          | 月曜 19:00 更新            | TSUTAYA.TV |
| 2017年4月27日          | 水曜 12:00 更新            | Happy動画 |

### BD / DVD
| 巻 | 発売日         | 収録話          | 規格品番   | 規格品番   |
| 巻 | 発売日         | 収録話          | BD         | DVD        |
| -- | -------------- | --------------- | ---------- | ---------- |
| 1  | 2017年6月30日  | 第1話 - 第2話   | EYXA-11376 | EYBA-11370 |
| 2  | 2017年7月28日  | 第3話 - 第4話   | EYXA-11377 | EYBA-11371 |
| 3  | 2017年8月25日  | 第5話 - 第6話   | EYXA-11378 | EYBA-11372 |
| 4  | 2017年9月29日  | 第7話 - 第8話   | EYXA-11379 | EYBA-11373 |
| 5  | 2017年10月27日 | 第9話 - 第10話  | EYXA-11380 | EYBA-11374 |
| 6  | 2017年11月24日 | 第11話 - 第12話 | EYXA-11381 | EYBA-11375 |

| テレビ東京 水曜 2:05 - 2:35（火曜深夜）枠 | テレビ東京 水曜 2:05 - 2:35（火曜深夜）枠 | テレビ東京 水曜 2:05 - 2:35（火曜深夜）枠         |
| 前番組                                    | 番組名                                    | 次番組                                            |
| ----------------------------------------- | ----------------------------------------- | ------------------------------------------------- |
| 遊☆戯☆王 20thセレクション                 | 王室教師ハイネ 【ここまでアニメ枠】       | （つなぎ番組） ↓ Goods Bar 【ここから通販番組枠】 |

## 劇場アニメ
『劇場版 王室教師ハイネ』として、2019年2月16日に公開。テレビアニメ最終回後を舞台とするオリジナルストーリーが描かれる。

### スタッフ（劇場）
- 原作 - 赤井ヒガサ[27]
- 監督 - 菊池カツヤ[27]
- シリーズ構成 - うえのきみこ[27]
- キャラクターデザイン・総作画監督 - 奥山鈴奈[27]
- 音響監督 - 郷田ほづみ[27]
- 音楽 - 井内啓二[27]
- アニメーション制作 - ティアスタジオ[27]
- 配給 - エイベックス・ピクチャーズ[28]

### 主題歌（劇場）
「"友達 以上×敵 未満"」
P4 with Tによるエンディングテーマ。

## ミュージカル
ハイネと4王子のキャストはアニメと同じである。
「王室教師ハイネ -THE MUSICAL-」の公演名で、2017年9月7日から10日に東京のZeppブルーシアター六本木と、同年9月16日から18日に大阪の森ノ宮ピロティホールで上演された。演出を吉谷光太郎、脚本を桜木さやかが担当した。
アンサンブルキャスト（初演）
湊陽奈、酒井翔子、下村彩、熊田愛里、長谷川太紀、仲田祥司、帯金遼太、多田滉
「王室教師ハイネ -THE MUSICAL II-」の公演名で、2019年4月11日から14日に東京のTOKYO DOME CITY HALLと、同年4月27日から28日に兵庫の神戸国際会館 こくさいホールで上演された。演出を吉谷光太郎、脚本を谷碧仁（劇団時間制作）が担当した。
オリジナルキャラクターキャスト（「II」）
チタデッタ - 上杉輝
ヴェンヴィン - 水谷あつし
アンサンブルキャスト（「II」）
酒井翔子、下村彩、熊田愛里、太田有美、頼経遥、さいとうえりな、山﨑紫生、元榮菜摘、甲斐祐次、新垣ケビン、稲田京也、松村凌太郎、柳原凛、村松享、高嶺ともき、山口渓、安久真修、R-NE

## 他作品・企業とのコラボレーション

### 企業とのコラボレーション
アニメガカフェ
2017年4月から同年5月まで「王室教師ハイネ×アニメガカフェ」として町田店および渋谷ココチ店で実施。コラボメニューや限定グッズが販売される。
カラオケアドアーズ
2017年5月に秋葉原店で実施。期間中にコラボルームが実施され、コラボメニューも販売される。
アニメイトカフェキッチンカー
2017年6月から同年7月までアニメイト池袋本店前店で実施。特典付きオリジナルドリンクや限定グッズが販売される。

### 他作品とのコラボレーション
夢王国と眠れる100人の王子様
2017年4月18日より「ハイネ先生が斬る！ 『夢100』×『王室教師ハイネ』王子の恋愛お悩み相談室」としてガルスタオンラインにてWeb連載中。毎週火曜日更新、全4回予定。両作品の王子が悩み相談を行い、ハイネがその内容を指導する形式となっており、「王室教師ハイネ」の原作・赤井ヒガサによるコラボレーションイラストも掲載された。
「王室教師ハイネ」よりレオンハルト、ブルーノ、リヒトが、「夢王国と眠れる100人の王子様」よりハーツ、ジョシュア、リカが登場した。